# كفر قاهل
كفرقاهل هي قرية لبنانية من قرى قضاء الكورة في محافظة الشمال. تتميز بموقعها الجغرافي إذ انها تفصل بين قضاء الكورة وقضاء زغرتا-الزاوية من خلال وادي ونهر قاديشا. تعداد السكان المقيمين حوالي 500 شخص فيما يتوزع مئات المغتربين بين أستراليا أوروبا ودول أمريكا اللآتينية واميركا الشماليّة. نصف القرية من المسلمين السنة والنصف الآخر من المسيحيين الروم الأرثوذكس. في القرية جامع وكنيستين كنسية القديس جاورجيوس وكنيسة مار الياس للروم الأرثوذكس. 

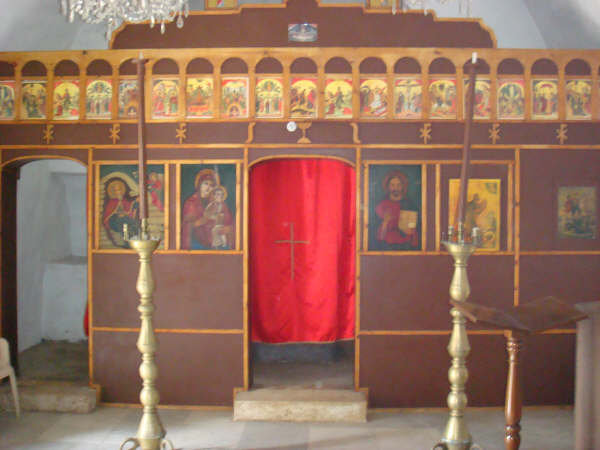
كنيسة مار الياس

## نهر قاديشا

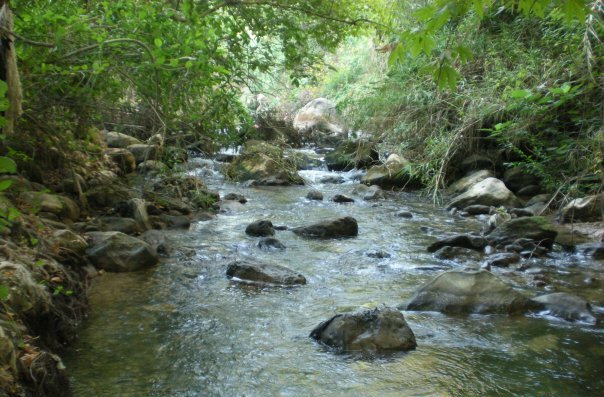
نهر قاديشا\أبو علي

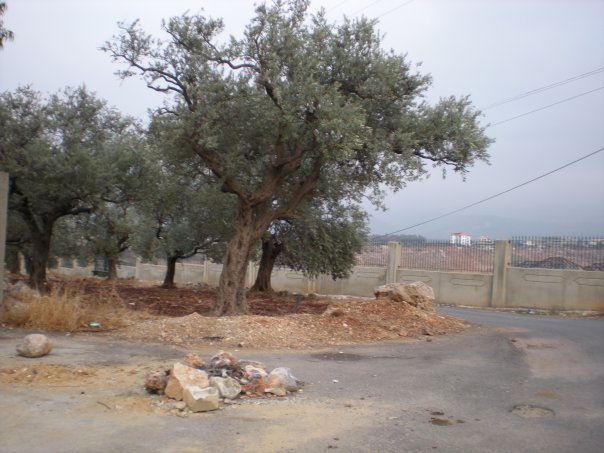
شجرة الزيتون في القرية

و يعرف أيضا ًبنهر أبو علي

## السكان
العائلات الكبرى في القرية:
- - حديد (أكبر عائلة من حيث العدد)
  - الأشقر (أكبر عائلة مسيحيّة من حيث العدد)
  - محفوظ
  - النبوت
  - عبد القادر
  - الحاجّة
  - الحاج

## الانتخابات
أفضت الانتخابات البلدية الأخيرة في 30 نيسان 2010 إلى فوز العميد نزار عبد القادر ومختارها الحالي فهو السيد مفيد الحاجة.